# Tracy Scoggins

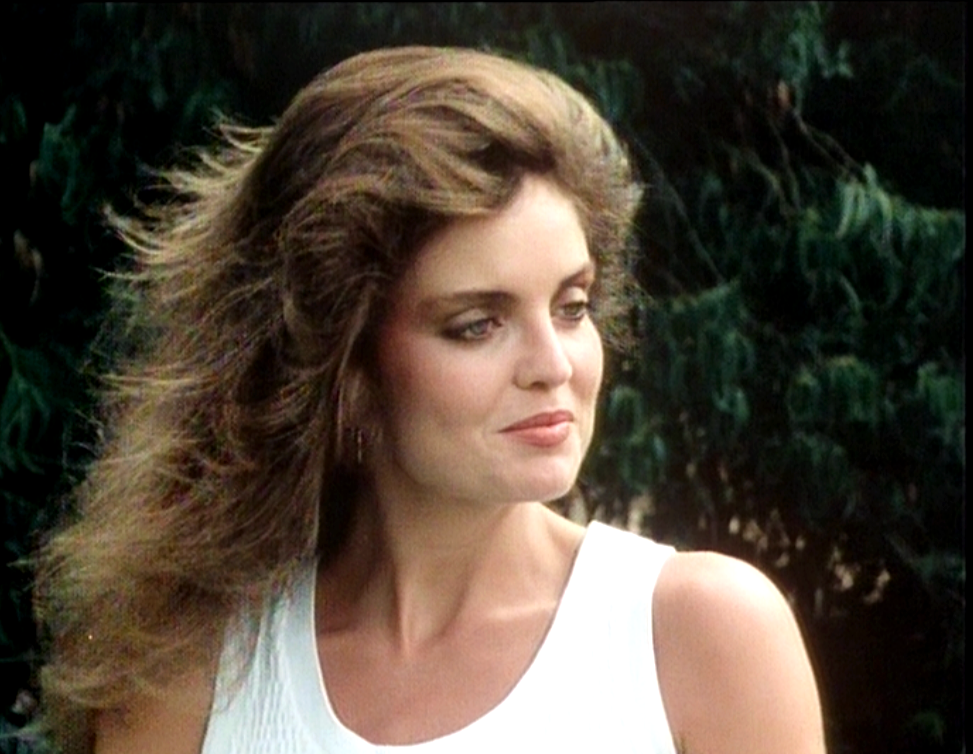
The Optimist (1983)

Tracy Dawn Scoggins, née le 13 novembre 1953 à  Dickinson, Texas, est une actrice américaine.

## Biographie

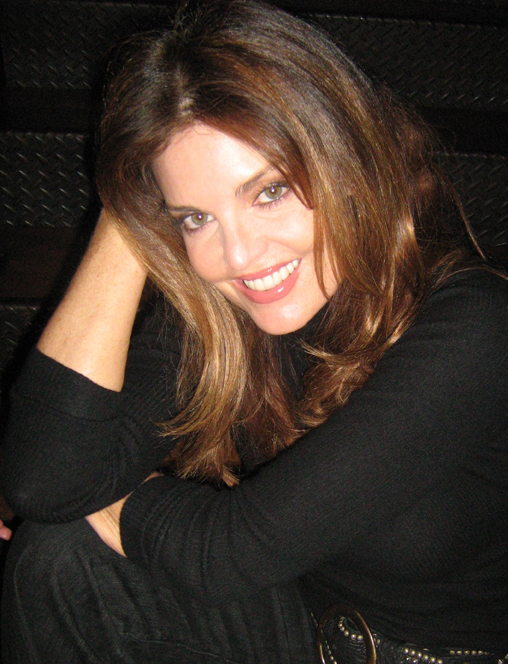
En avril 2008.

Dernier enfant d'un couple d'avocats, Tracy était une prodigieuse athlète pendant ses années au lycée, excellant dans de nombreux sports dont la gymnastique et le plongeon[réf. nécessaire]. Après avoir terminé ses études au Dickinson High School à seize ans, elle s’inscrivit à la Southwest Texas State University où elle étudia l’éducation physique et sportive. À la SWTSU, elle faillit se qualifier de peu pour une place dans l’équipe américaine de plongeon des Jeux olympiques de 1980. Si elle s’était qualifiée, elle n’aurait cependant pas pu participer car les États-Unis boycottèrent les Jeux cette année-là.
Après avoir obtenu son diplôme universitaire, Scoggins enseigna pendant quelque temps l’éducation physique et sportive avant d’être recrutée par John Casablancas de l’agence de mannequins Elite. Elite envoya Scoggins à New York où elle travailla pendant une année avant de poursuivre dans le mannequinat en Europe, notamment en Italie, en Allemagne et en France.
Tracy retourna par la suite aux États-Unis et étudia au Herbert Berghoff Studio et au Wynn Hanmann Studio dans l’espoir d'entamer une carrière d'actrice. Elle obtint son premier rôle dans le premier épisode (1981) de Shérif, fais-moi peur (The Dukes of Hazard), dans un rôle mémorable en tant que fausse adjointe au shérif, et ensuite dans le téléfilm Twirl (1981) aux côtés de Heather Locklear. Elle fit ensuite des apparitions régulières dans la série télévisée de courte durée Renegades en 1983. Après quelques apparitions dans des séries telles que Les Enquêtes de Remington Steele (Remington Steele), Hooker (T. J. Hooker), et Agence tous risques (The A-Team), Scoggins obtint son rôle le plus important dans Dynastie 2 : Les Colby, en tant que Monica Colby, la fille du personnage joué par Charlton Heston. Après l’annulation de la série au bout de deux saisons, Scoggins reprit son rôle de Monica Colby dans la dernière saison de Dynastie aux côtés de sa mère à l’écran, Sable, jouée par Stephanie Beacham.
Tracy apparut périodiquement ou brièvement dans des séries télévisées pendant les années 1980 et 1990, dont la chroniqueuse mondaine Catherine « Cat » Grant dans Loïs et Clark (Lois & Clark: The New Adventures of Superman), Amanda Carpenter dans Lonesome Dove: The Outlaw Years, Elizabeth Lochley dans Babylon 5 et sa série dérivée 2267, ultime croisade (Crusade), Cassandra dans Highlander, et Anita Smithfield dans deux téléfilms de Dallas, Le Retour de J.R. (JR Returns) et La Guerre des Ewing (War Of The Ewings). Ce n’était pas la première fois qu'elle apparaissait dans Dallas car elle y avait déjà joué un petit rôle (un personnage différent) dans un épisode de 1983.
Comme certains autres acteurs de Babylon 5, elle apparut aussi en tant qu'artiste invité dans Star Trek : Deep Space Nine. Elle y joue le rôle de Gilora Rejal, un ingénieur cardassien s’éprenant de Miles O'Brien, dans l’épisode Destinée (Destiny).
Alan Spencer, personnage culte et créateur de la série Mr. Gun (Sledge Hammer!) donna un rôle à Scoggins dans un épisode pilote appelé Galaxy Beat produit par CBS. Le pilote n’eut pas de succès mais Spencer et Scoggins restèrent des amis proches.
En 2005, Tracy joua l'un des personnages principaux de la série d’épouvante LGBT Dante's Cove. En 2006, elle fit une apparition dans la quatrième saison de la série à succès Nip/Tuck, et a plus récemment repris le rôle d’Elizabeth Lochley dans une nouvelle production de Babylon 5, The Lost Tales, diffusée directement en DVD. Elle apparaît également dans la saison 6 de NCIS (épisode 10).

## Filmographie

### Cinéma
- 1984 : Toy Soldiers : Monique
- 1988 : In Dangerous Company : Evelyn
- 1990 : The Gumshoe Kid : Rita Benson
- 1990 : Watchers II : Barbara White
- 1990 : Dan Turner, Hollywood Detective : Vala Duvalle
- 1990 : Play Murder for Me : Tricia Merritt
- 1990 : Face the Edge : Cindy
- 1991 : Timebomb : Mme Blue
- 1991 : Silhouette de la mort (Ultimate Desires) : Samantha Stewart
- 1992 : Demonic Toys : Judith Gray
- 1993 : Terreur dans l'espace (Alien Intruder) : Ariel
- 1993 : Dollman vs. Demonic Toys : Judith Grey
- 1994 : Dead On : Marla Beaumont
- 1994 : Star Trek : Deep Space Nine (saison 3 épisode 15 : destiny ) Gilora, Scientifique Cardassienne
- 2001 : A Crack in the Floor : La mère de Jeremiah
- 2003 : Hellborn : Helen
- 2005 : Popstar : Judy McQueen
- 2005 : The Cutter : Alena
- 2006 : Mr. Hell : Dominique Horney
- 2006 : The Strange Case of Dr. Jekyll and Mr. Hyde : Detective Karen Utterson
- 2007 : Babylon 5: The Lost Tales : Colonel Elizabeth Lochley
- 2008 : Otis : Rita Vitale
- 2013 : Cat Power (Court-métrage) : Julie Richman
- 2014 : Borrowed Moments : Betsy

### Télévision
- 1981 : Shérif, fais-moi peur (The Dukes of Hazzard) (série télévisée) : Linda Mae Barnes (saison 4, épisode 21 "Un shérif de charme")
- 1981 : Twirl (Téléfilm) : Cindy Ryan
- 1982 : The Renegades (Téléfilm) : Tracy
- 1982 : The Devlin Connection (série télévisée) : Sylvia March
- 1982 : L'Homme qui tombe à pic (The Fall Guy) (série télévisée) : June
- 1983 : Les Enquêtes de Remington Steele (Remington Steele) (série télévisée) : Chrissie Carstairs
- 1983 : The Renegades (série télévisée) : Tracy
- 1983 : The Optimist (série télévisée) : The Lady Golfer
- 1983 : Dallas (série télévisée) : Dianne Kelly
- 1983 : Manimal (série télévisée) : Kathy Bonann
- 1983 : Le Juge et le Pilote (Hardcastle and mcCormick) (série télévisée) : Crystal Dawn
- 1983 : Agence tous risques (The A-Team) (série télévisée) : Elly Payne / Shana Mayer
- 1984 : La Fièvre d'Hawaï (Hawaiian Heat) (Téléfilm) : Irene Gorley
- 1984 : Hooker (série télévisée) : Jill Newmark
- 1984 : Mike Hammer (série télévisée) : Claire
- 1984 : Tonnerre de feu (Blue Thunder) (série télévisée) : Gretchen Terrell
- 1984 : Hawaiian Heat (série télévisée) : Irene Gorley
- 1985-1987 : Dynastie II (The Colbys) (série télévisée) : Monica Colby
- 1985 et 1989 : Dynastie (série télévisée) : Monica Colby
- 1987 : Hôtel (série télévisée) : Dana March
- 1990 : Jury Duty: The Comedy (Téléfilm) : Hope Hathaway
- 1992 : Raven (série télévisée) : Alexis Page
- 1992 : Le Rebelle (Renegade) (série télévisée) : Jeanette (saison 1, épisode 6 : La Deuxième Chance)
- 1992 : Rock'n'Love (The Heights) (série télévisée) : Belinda
- 1993 : Docteur Doogie (série télévisée) : Kelly Phillips
- 1993 : Danger Theatre (série télévisée) : Clarise Payne
- 1993-1994 : Loïs et Clark : Les Nouvelles Aventures de Superman (Loïs and Clark: The New Adventures of Superman) (série télévisée) : Catherine Grant
- 1993 et 1997 : Les Dessous de Palm Beach (Silk Stalkings) (série télévisée) : Roxanne Drake / Jessica Scott
- 1994 : L'Homme à la Rolls (Burke's Law) (série télévisée) : Roxanne North
- 1994 : Garfield et ses amis (Garfield and Friends) (série télévisée) : Heather St. Claire
- 1994 : Galaxy Beat (Téléfilm) : Sheila Fleckstein
- 1995 : Jake Lassiter: Justice on the Bayou (Téléfilm) : Melanie Corrigan
- 1995 : L'as du crime (The Commish) (série télévisée) : Christine Rivers
- 1995 : Star Trek : Deep Space Nine (série télévisée) : Gilora
- 1995-1996 : Lonesome Dove: The Outlaw Years (série télévisée) : Amanda Carpenter
- 1996 : Cybill (série télévisée) : Invincigirl
- 1996 : Unhappily Ever After (série télévisée) : Morgana
- 1996 : Wings (série télévisée) : Elise
- 1996 : Dallas : Le Retour de J.R. (Dallas: J.R. Returns) (Téléfilm) : Anita Smithfield
- 1996-1997 : Highlander (série télévisée) : Cassandra
- 1997 : Surfers détectives (en) (High Tide) (série télévisée) : Christy Keaton
- 1997 : Mike Hammer, Private Eye (série télévisée) : Beth Reynolds
- 1998 : Dallas: War of the Ewings (Téléfilm) : Anita Smithfield
- 1998 : Babylon 5 (série télévisée) : capitaine Elizabeth Lochley
- 1998 : Babylon 5: The River of Souls (Téléfilm) : Capt. Elizabeth Lochley
- 1999 : Babylon 5: L'appel aux armes (Babylon 5: A Call to Arms) (Téléfilm) : Capt. Elizabeth Lochley
- 1999 : 2267, ultime croisade (Crusade) (série télévisée) : Capt. Elizabeth Lochley
- 2000 : The Secret Adventures of Jules Verne (série télévisée) : Marie-Diane / Le commandeur
- 2001 : Felicity (série télévisée) : Kelly
- 2004 : Homeland Security (téléfilm) : Catherine Adel
- 2005-2007 : Dante's Cove (série télévisée) : Grace Neville
- 2006 : Saurian (téléfilm) : Simtra
- 2006 : Nip/Tuck (série télévisée) : Jill White
- 2008 : NCIS : Enquêtes spéciales (NCIS: Naval Criminal Investigative Service) (série télévisée) : Tabitha Summers
- 2012 : Castle (série télévisée) : Lana